# KT (энергия)
| Значения kT при 25 °C (298 K) | Единицы измерения |
| ----------------------------- | ----------------- |
| kT = 4,11⋅10−21               | Дж                |
| kT = 4,114                    | пН⋅нм             |
| kT = 9,83⋅10−22               | кал               |
| kT = 25,7                     | мэВ               |
| Связанные величины            |                   |
| kT/hc = 200                   | см−1              |
| kT/e = 25.7                   | мВ                |
| RT = kT ⋅ NA = 2,479          | кДж⋅моль−1        |
| RT = 0.593                    | ккал⋅моль−1       |
| h/kT = 0.16                   | пс                |

kT (также kBT) — произведение постоянной Больцмана k (или kB) и температуры T. Это произведение используется в физике как масштабный множитель для вычисления значения энергии в системах на молекулярном уровне (иногда используется как единица энергии), поскольку температура и частота некоторых процессов зависит не только от энергии, но и от отношения энергии и величины kT, то есть от E / kT (см. уравнение Аррениуса, распределение Больцмана). Для системы в равновесии в каноническом ансамбле вероятность того, что она находится в состоянии с энергией E пропорциональна e−ΔE / kT.
С более фундаментальной точки зрения kT является количеством теплоты, необходимой для повышения термодинамической энтропии системы на один нат. E / kT представляет количество энтропии в расчёте на одну молекулу, измеренную в натуральных единицах.
В макроскопических системах с большим количеством молекул обычно используется величина RT, в системе СИ энергия измеряется в джоулях на моль: (RT = kT ⋅ NA).

## RT
RT является произведением газовой постоянной R и температуры T. Такое произведение используется в физике как масштабный коэффициент для значений энергии в макроскопических масштабах, поскольку многие процессы зависят не только от значения энергии, но и от отношения энергии и RT, то есть от E/RT. В системе СИ величина RT измеряется в джоулях на моль.
Отличие от величины kT состоит только в множителе — числе Авогадро. Размерность величины такая же, как у энергии или  [M L2 T−2], что в СИ измеряется в джоулях:
kT = RT /NA